# 雅纳日
雅纳日（法語：Jarnages，法語發音：[ʒaʁnaʒ]）是法国克勒兹省的一个市镇，属于盖雷区。

## 地理
雅纳日（46°10'52"N, 2°5'5"E）面积9.17 平方千米，位于法国新阿基坦大区克勒兹省，该省份为法国中部省份，位于法國中央高原西北部，北起安德尔省和谢尔省，西接维埃纳省，南至科雷兹省，东临多姆山省，东北与阿列省接壤。
与雅纳日接壤的市镇（或旧市镇、城区）包括：拉达佩尔、皮奥纳、维日维尔、帕尔萨克 (克勒兹省)。

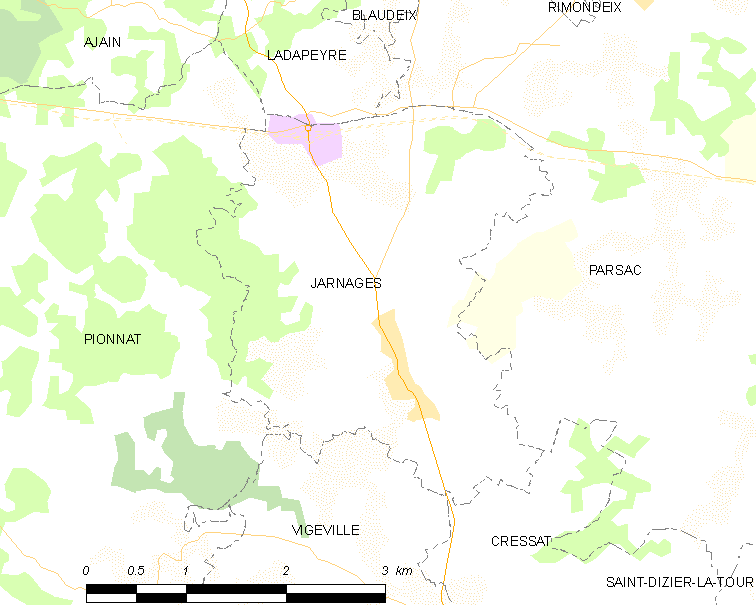
雅纳日的OSM定位图

雅纳日的时区为UTC+01:00、UTC+02:00（夏令时）。

## 行政
雅纳日的邮政编码为23140，INSEE市镇编码为23100。

## 政治
雅纳日所属的省级选区为古宗县。

## 人口

1962-2008年间雅纳日人口变化图示

雅纳日于2022年1月1日时的人口数量为477人。